# THE 大量地獄
『THE 大量地獄』（ザ・たいりょうじごく）は、2007年2月22日にディースリー・パブリッシャーより発売されたPlayStation 2用アクションゲーム。SIMPLE2000シリーズVol.113。開発はタムソフト。

## 概要
SIMPLE2000シリーズの一作。プレイヤーは主人公の女子高生を操作して不気味な虫の蔓延るマップを探索する。敵となる虫はゴキブリを始め、蜂、カマキリ、毛虫、カマドウマ、ヒル、ムカデ、ダンゴムシ、蜘蛛、ハサミムシといった「気持ち悪い」と忌避される害虫、不快害虫が巨大化したものである。また、虫のみならずドブネズミ、カエル、妖怪、フナムシと言った敵も存在する。主人公はこれらにまとわりつかれながら、正気を失わないように目的を達成しなければならない。

## ストーリー
水崎エリカは少し生意気な、いわゆる普通の女子高生。ある夜、母校に携帯電話を忘れてしまったが、どうしてもその日に携帯電話が必要であった為、夜の学校に一人で取りに向かった。夜の不気味な学校の廊下を教室まで歩き、自分の教室の机の上を見るが、そこに置いてあった筈の携帯電話が見当たらない。さらにエリカは、教室に黒い小柄な人影を見かける。それは紳士のような服を着たウサギで、エリカの携帯電話を持って逃走。彼を追いかけ、音楽室に向かったエリカは、奇妙な鏡にウサギが入って行くのを見かける。その鏡に近付くと、自動的に鏡に吸い込まれ、抜けた先は不気味な暗い森の中だった。

## システム
主人公、水咲エリカを操作し、不気味なステージを幾つも巡り歩く。その道中には様々な武器アイテムが存在し、それを拾いながら進んで行く。また、ウサギの書いた手紙も落ちており、それには冒険のヒントが書かれている。ステージの最後にはさらに巨大な虫のボスがおり、撃退すると鏡が現れて一旦学校に戻る。そしてウサギを追いかけ、また次の鏡に飛び込み、ステージをクリアする…という流れで物語は進む。

### アクション
エリカはダッシュ、ジャンプ、しゃがむと言ったアクションが可能で、武器を装備すれば攻撃も可能。
ダッシュ
走って移動する。速い移動が可能だが、スタミナが徐々に減少し、無くなると息切れを起こして立ち止まってしまう。
ジャンプ
虫を踏みつける事ができる。また、ジャンプしながら虫を投げる事で遠くに飛ばす事ができる。走りながらジャンプするダッシュジャンプとなる。ただし、ジャンプする度にスタミナが減少する。ステージ中にジャンプを駆使して進むシーンは基本的に無いが、ごく一部の場面では飛び降りが可能。
しゃがむ
姿勢を低くし、そのまま移動する事もできる。蜂などをよけて移動する際に使用する。
持ち上げ
気絶した虫を持ち上げることができる。持ち上げた虫は投げて消滅させたり、ボスへの攻撃に利用する事ができる。
武器攻撃
装備している武器で攻撃する。武器はバット、ゴルフクラブと言った打撃武器の他、殺虫剤や特定の敵にのみ効く目薬などがある。使用回数が無くなると武器は壊れて使用不可になる。

### 虫
虫は主人公を感知すると群がってくる。体に取り付かれると主人公がパニックに陥り、「ぞわぞわ」という文字が表示され、振り払わなければ身動きが取れなくなる。「ぞわぞわ」の文字は主人公の正気度を表す「鳥肌メーター」であり、まとわりつかれている間は上昇していく。鳥肌メーターが臨界点に近くなると赤文字で「失神寸前」とも表示され、すぐに虫を振り払わないと失神してゲームオーバーとなる。虫にまとわりつかれていない状態であれば徐々に鳥肌メーターが下がっていく他、アイテムで下げる事も可能。ただし、中にはまとわりつかず近寄るだけで鳥肌メーターを上昇させる虫もいる。
虫は現実よりも巨大に描かれており、ジャンプで踏み付けたり武器で叩く事により、一時的に怯ませる事が可能。虫をひっくり返すと持ち上げて投げる事も出来る。武器攻撃や踏みつけでは虫は気絶するだけで倒す事は出来ず、投げる事で初めて消滅させられる。投げて消えた虫は殺した事になり、殺害数に加算され、エンディング分岐に影響する。
各ステージの最後にはボスが待ち受け、通常の虫と違ってライフゲージが表示される。武器攻撃や虫の投げつけでダメージを与え、ライフゲージを削り切ると勝利となり、ステージクリアとなる。
虫の中には現実では危険な害虫も存在するが、作中ではいずれも殺傷攻撃を仕掛けてこないため、主人公が負傷したり殺害される事は無い。ボスはガスや鱗粉、殴りつけなどで直接攻撃してくるが、これも全て鳥肌メーターが上がるのみで物理的なダメージは無い。

### クリア特典
ゲームをクリアすると、以下の特典が解禁される。
出身地
主人公であるエリカの出身地の変更が可能（初期設定は東京）。出身地を変えるとそれに応じた方言を喋るようになる。
コスチューム
エリカのコスチュームを制服から変える事ができる。着せられるのはバニーガール衣装とメイド服でそれぞれ3種類の色が用意されている。また、バニーガール衣装だとダッジュジャンプの飛距離が伸びる。

## ステージ
学校
エリカの通う私立エリソン学園。ここから鏡を通じてステージに移動し、ステージをクリアすると再び戻ってくる。しかしステージ4をクリアすると学校中に虫が蔓延し、最終ステージ「学校地獄」と化す。屋上に行くと巨大ウサギとの最終決戦となる。
狂林地獄
ステージ1。蜂や蜘蛛が蠢く暗い森。ボスは巨大な蛾で、鱗粉を撒く。
暗河地獄
ステージ2。下水道。虫のみならずドブネズミやカエルも襲い来る。ボスは巨大なナメクジで、ガスを放つ。
迷宮地獄
ステージ3。石造りの古ぼけた城だが、毛虫やカマキリと言った虫達がやはり棲む。ボスは巨大な蝿。
怪町地獄
ステージ4。昭和の雰囲気が漂う夕暮れの町だが、どこか狂気的な空気が漂う。ムカデなどの虫の他、妖怪すらも住まう。ボスの絡新婦は途中で手に入るあるアイテムが無いと苦戦が必至。

## キャラクター
水咲エリカ
主人公。生意気な性格の、典型的な女子高生。ある夜、学校に忘れた携帯電話を取りに行った時、それを盗んだウサギを追いかけながら世にも不気味な世界を転々とする事に。本作で声を発する唯一のキャラクター。か弱い普通の女子高生とされるが、作中では不気味な虫の群れをアグレッシブに突き進み、バットやゴルフクラブで果敢に戦い、巨大な虫であろうと踏みつけたり素手で投げつけ、強力なボスモンスターをも生身で打ち倒すなど、寧ろ強靭なキャラクターとして描かれる。
ウサギ
異世界のウサギ。二足歩行で歩き、黒いシルクハットにタキシードと紳士のような服装をしている。エリカの携帯電話を盗み逃走。エリカを誰かと間違えており、行く先々で手紙にヒントを記して落としていく。また、ステージ中で捕まえると鍵を落とす。しかし最終局面では巨大化して何故かエリカに襲いかかってくる。学校の屋上にてエリカと激突し、虫を撒き散らしたり殴りつけて攻撃してくる。エリカに敗れた後は何事も無かったように彼女の前に現れ…。

## エンディング
本作はマルチエンディングであり、入手した手紙の数と、虫の殺害数で分岐する。
グッドエンディング
入手した手紙、殺害数が多い場合のエンディング。ウサギの誤解が解け、携帯電話も返してもらったエリカ。そこに待ち望んでいた憧れの先輩からの電話が掛かって来る。
ノーマルエンディング
入手した手紙、殺害数がある程度の場合のエンディング。携帯電話は取り返せないままウサギは再び消えてしまい、エリカの受難は続く。
バッドエンディング
入手した手紙、殺害数が少ない場合のエンディング。巨大ウサギを倒して元の学校に戻ったエリカだったが、ウサギはゴキブリの群れをエリカに嗾けてきた。ゴキブリに埋め尽くされた大量地獄の中、エリカは絶望の表情を浮かべながらその餌食となってしまう。

## 関連作品
SIMPLE DSシリーズ Vol.34 THE 歯医者さん
パッケージで痛がっている少女が本作の水咲エリカなのだが、3Dのリアル風の本作に比べ、2Dの漫画風でタッチが違う。
SIMPLE2000シリーズ ラブ★ピンポン
エリカの携帯電話の着信音に使われているBGMは同作のメインメニュー画面のもの。
他にも、作中で水咲エリカは『ラブ★』シリーズなどに登場する水咲麗子の妹であると明言されたり、本作に関連したネタもある。
夏色ハイスクル★青春白書
作中の肝試しシーンでは本作プロローグのBGMが流れる。